# Гетторф
Гетторф (нем. Gettorf) — община в Германии, в земле Шлезвиг-Гольштейн. 
Входит в состав района Рендсбург-Экернфёрде.  Население составляет 6759 человек (на 31 декабря 2010 года). Занимает площадь 9,33 км².